# Carl Stål

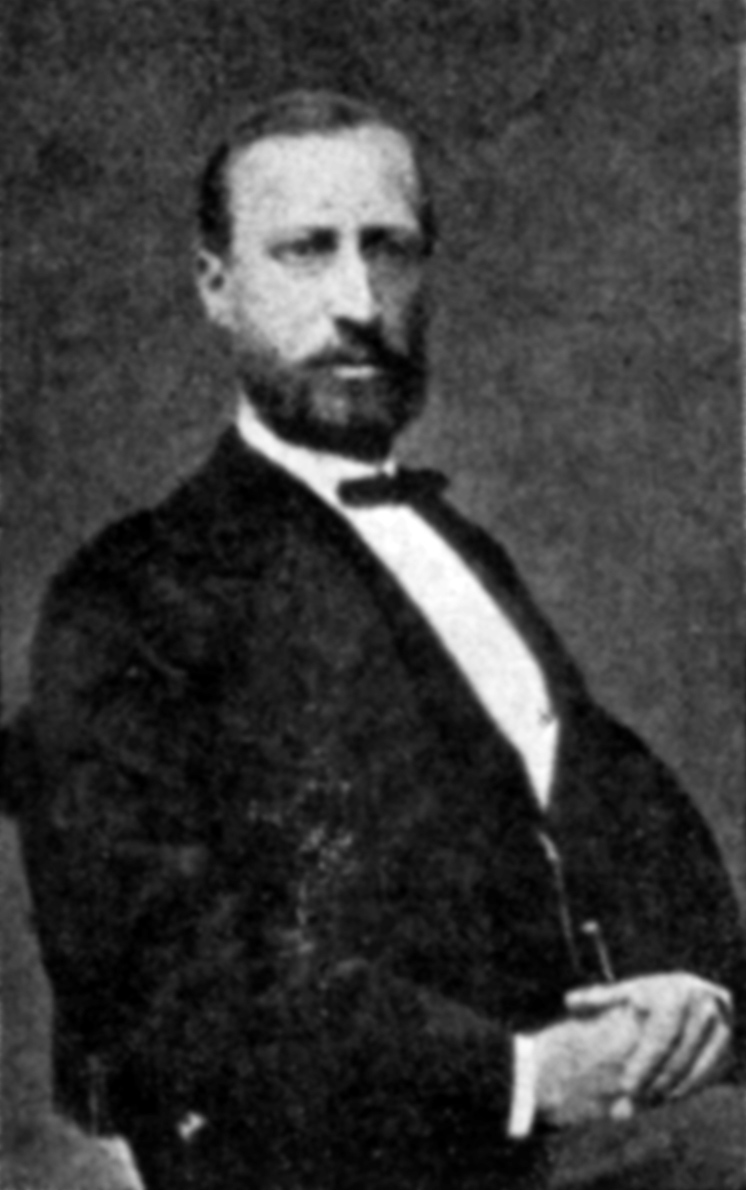
Carl Stål

Carl Stål (* 21. März 1833 auf Schloss Karlberg, Stockholm; † 13. Juni 1878 in Frösundavik bei Stockholm), manchmal auch Karl Stål geschrieben, war ein schwedischer Entomologe.

## Leben und Wirken
Stål war der Sohn von Carl Stål (1803–1884) und dessen Frau Carolina Gustafva (geborene Palmstedt). Sein Vater war Leutnant beim Königlichen Ingenieurkorps und Informationsoffizier der Kriegsakademie. Seine Mutter war die Tochter des Professors Carl Palmstedt. Zunächst besuchte er ab 1847 die neue Elementarschule in Stockholm, die er jedoch 1851 aufgrund von gesundheitlichen Problemen verlassen musste. Danach wurde er von unterschiedlichen Privatlehrern unterrichtet. Am 24. Mai 1853 immatrikulierte er sich an der Universität Uppsala, wo er 1857 sein Studium der Medizin und Philosophie erfolgreich abschloss. Er schrieb sich anschließend am Carolinisch-Medicochirurgischen Institut ein. Hier belegte er Kurse in Anatomie und Physiologie bei Anders Adolf Retzius. Aufgrund seines schlechten Gesundheitszustandes musste er das Studium abbrechen. Er widmete sich der Entomologie und promovierte 1859 an der Universität Jena. Im selben Jahr wurde er Assistent von Carl Henrik Boheman in der zoologischen Abteilung des Naturhistoriska riksmuseet in Stockholm, wo er im Jahre 1867 zum Kurator ernannt wurde und den Professorentitel erhielt. In der Folgezeit reiste er in Schweden und ganz Europa und studierte die Sammlung von Johann Christian Fabricius in Kiel. 1869 wurde er zum Mitglied der Königlich Schwedischen Akademie der Wissenschaften gewählt.
Ståls Forschungsschwerpunkte waren die Schnabelkerfe (Hemiptera) und Heuschrecken (Orthoptera), von denen er zahlreiche Taxa im Journal Nova Acta Regiæ Societatis Scientiarum Upsaliensis und in ausländischen entomologischen Zeitschriften beschrieb. Weitere von Stål veröffentlichte Werke sind Hemiptera Fabriciana (1868–69), Enumeratio Hemipterorum (5 Bände, 1870–76) und Observations orthoptérologiques (1875–78).
Im Jahr 1872 heiratete er Jenny Margareta (geborene Wall), mit der er eine Tochter hatte.